# Nodocephalosaurus
Nodocephalosaurus ist eine nur von spärlichen Fossilfunden bekannte Gattung von Vogelbeckensauriern aus der Gruppe der Ankylosauria. Sie lebte in der Oberkreide in Nordamerika.

## Merkmale
Bislang sind von Nodocephalosaurus nur Teile des Schädels bekannt, die denjenigen asiatischer Ankylosaurier wie Saichania und Tarchia ähneln. Die Oberseite des Schädels war mit rundlichen Knochenplatten gepanzert, am Hinterkopf waren zwei kleine knöcherne Hörner vorhanden. Ebenso wiesen die Wangen jeweils einen knöchernen Auswuchs auf. Darüber hinaus fanden sich die bei manchen Ankylosauriern auftretenden Luftkanäle im Innern des Schädels. Über den restlichen Körperbau ist nichts bekannt, vermutlich war Nodocephalosaurus wie alle Ankylosaurier ein quadrupeder Pflanzenfresser, dessen Rumpf mit einer Panzerung aus Knochenplatten bedeckt war.

## Entdeckung und Systematik
Fossilfunde von Nodocephalosaurus wurden in der Lower-Kirtland-Formation im US-Bundesstaat New Mexico entdeckt und 1999 erstbeschrieben. Der Name bedeutet „Knotenkopfechse“, Typusart und einzig bekannte Art ist N. kirtlandensis. Die Funde werden in die Oberkreide (spätes Campanium bis frühes Maastrichtium) auf ein Alter von etwa 76 bis 69 Millionen Jahre datiert.
Nodocephalosaurus wird innerhalb der Ankylosauridae in die Gruppe der Ankylosaurinae, der jüngeren, höher entwickelten Vertreter, eingeordnet. Aufgrund der Ähnlichkeiten mit Tarchia und Saichania wird er in manchen Systematiken in einer gemeinsamen Klade mit diesen beiden Gattungen geführt. Andere Quellen wie Vickaryous et al. (2004) sehen die gefundenen Fossilien als zu spärlich für eine genaue Einordnung und führen ihn unter „Ankylosaurinae incertae sedis“.